# Philometra justinei
Philometra justinei is een rondwormensoort uit de familie van de Philometridae. De wetenschappelijke naam van de soort is voor het eerst geldig gepubliceerd in 2006 door Moravec, Ternengo & Levron.